# 팜반푸
팜반푸(베트남어: Phạm Văn Phú)은 베트남 공화국 육군 소속의 보병으로, 계급은 소장이었다. 1952년에 프랑스 휘하의 베트남군으로 입대한 그는 프랑스가 운영하는 육군사관학교에 입학했다. 1954년 디엔비엔푸 전투에서 프랑스측 베트남군으로 참전했다가 디엔비엔푸 요새가 함락되자 베트민군의 포로로 붙잡혔다. 베트민군에 의해 수용소로 이송되었다가 제네바 협정 이후 남베트남으로 내려왔고, 이후 남베트남에서 군 장교를 지내다 1965년에는 남베트남군 사단장 자리까지 오르게 되었다. 1975년 4월 30일 베트남 공화국이 북부에 의해 패망하자 음독자살했다.

## 같이 보기
베트남 공화국이 멸망하자 자살한 인물들
- 레반흥
- 쩐반하이
- 응우옌콰남
- 호응옥껀
- 레응우옌비